# Unión Austral de Rugby
La Unión Austral de Rugby  è l'organizzazione che governa il gioco del rugby nella zona settentrionale della provincia di Chubut e zona meridionale della Provincia di Río Negro in Argentina.
Ha subito nel 2008 la scissione della Unión Santacruceña de Rugby

## Club Fondatori
- Universitarios Patagonicos,
- Calafate R.C. (*)
- Zaspirak Bat
- Los Cóndores.

(*) Oggi membro della UR di Santa Cruz

## Membri al 2010
- Quebracho Rugby Club (Santa Cruz)
- Calafate Rugby Club (Comodoro Rivadavia)
- San Jorge Rugby Club (Santa Cruz)
- Comodoro Rugby Club (Comodoro Rivadavia)
- Chenque Rugby Club (Comodoro Rivadavia)
- Portugués Rugby Club (Comodoro Rivadavia)
- Coseba Rugby Club (Río Gallegos)

## Rappresentativa
L'Unione è rappresentata nel campionato interprovinciale da una selezione, che, nel 2010 ha partecipato al secondo livello del campionato ("Zona Ascenso") terminando al terzo posto nel girone e confermandosi per il 2011 nel secondo livello del campionato